# Gilbert de Venables
Gilbert de Venables también Gilberto el Cazador (Venator, m. 1086) fue un noble caballero anglonormando, señor de Venables, en Eure, Normandía, una de las ocho antiguas baronías de Hugo Lupus. Algunas fuentes le citan como hijo menor de Esteban II de Blois, familiar en algún grado y vasallo de Hugo de Avranches. Participó en la conquista normanda de Inglaterra. Es el primer barón de Kinderton, donde tenía su castillo y es el primer referente conocido de la familia de Venables en Inglaterra. Gilbert fue uno de los nueve barones del condado palatino de Chester. Su nombre aparece en una carta fechada en 1087 en la que Ralph de Brereton (posible hijo) fue testigo. Como señor feudal, tenía una vasta extensión de propiedades repartidas en 20 feudos como atestigua el Libro Domesday, acumulando 50 unidades de tierra de cultivo, 5446 acres de bosque, 12 acres de pradera y 30 feudatarios que pagaban dinero. En sus tierras se establecieron un centenar de hogares, lo que podría haber significado entre 400 y 600 personas dependientes de su señorío. Una carta de 1093 cita que donó propiedades a la abadía de San Werburgh como benefactor.

## Herencia
Se confunde la figura de Gilbert de Venables con su nieto Gilbert III, y hay un vacío de información por lo que se desconoce el nombre y heredad de la esposa del primer barón de Kinderton. En 1092 hubo un Guillermo [William] de Venables quien junto a Hamon de Massey, dos caballeros de Hugo de Avranches, participaron en una partida de caza que organizó el conde Hugo para agasajar a Guillermo Rufus, por lo que es posible que fuese ese Guillermo uno de sus hijos, segundo barón de Kinderton y padre de Gilbert III de Venables.
Algunas fuentes dan un giro a su genealogía y le imputan como esposa a Petronilla de Fézensac (Venables, c. 1028-Chester, c. 1052), hija de Otton de Fézensac (c. 1009-1048) y fruto de esa relación nacieron tres hijos:
- Hugo de Venables (c. 1050-?);
- Gilbert II de Venables (m. 1130). Padre de Guillermo de Venables.
- Ralph [Raoul] de Brereton (c. 1095-1100). Brereton era una de las seis dependencias de la baronía de Venables.[8] Se ha especulado que hubo una estrecha relación entre la familia de Venables y la familia de Brereton, posiblemente porque los Brereton actuaron como escuderos y asistentes de los de Venables.[5] Dado que los de Brereton recibieron el tercer feudo más valioso de Gilbert y fueron registrados como testigos en sus cartas, es probable que este fuera el caso.